# Cazaci de la Baikal
Armata cazacilor din Transbaikalia (în limba rusă: Забайка́льское каза́чье во́йско) a  fost o armată căzăcească formată în 1851 în regiunea de la est de lacul Baikal. 

## Istoric
Armata cazacilor din Transbaikalia a fost înființată pe 17 martie 1851 prin ucazul împăratului Nicolae I, la sugestia guvernatorului general N. N. Muraviov-Amurski, pe teritoriul Transbaikaliei (regiunea de la est de Lacul Baikal). Armata a fost formată inițial din cazaci siberieni, buriați, evenki și țărani din diferite regiuni ale Rusiei. Efectivele inițiale au fost reprezentate din 3 regimente de cavalerie și 3 brigăzi de infanterie (din care un regiment evenk și două buriate).  Această Armată a avut ca sarcină apărarea graniței cu China și satisfacerea anumitor servicii interne. În 1858, din efectivele Armatei din Transbaikalia a fost separată Armata cazacilor de pe Amur. 
La începutul secolului al XX-lea, cazacii de la Baikal asigurau în timp de pace patru regimente de cavalerie, o sotnie de gardă și două baterii de artilerie. În timpul Primului Război Mondial, cazacii de la Baikal au mobilizat o sotnie de  gardă, 9 regimente se cavalerie, 4 baterii de artilerie și 3 sotnii de rezervă. 
Cazacii din regiunea Transbaikalia numărau în 1916 265.000 de persoane, din care 14.500 erau în serviciul militar activ. Armata cazacilor de la  Baikal a participat la reprimarea Răscoalei boxerilor (1899 – 1901), la luptele Războiului ruso-japonez (1904 – 1905) și la cele ale Primului Război Mondial. 
În timpul războiului civil, cea mai mare parte cazacilor din Transbaikalia au participat în mod activ sub comanda atamanilor  „albi” Grigori Semionov și Roman Ungern von Sternberg 
la luptele împotriva  „roșiilor”. A existat însă și un număr de cazaci care au luptat de partea bolșevicilor. După înfrângerea atamanului Semionov, aproximativ 20% dintre cazacii din Transbaikalia au emigrat în Manciuria, unde și-au înființat noi stanițe. 
În 1920, Armata cazacilor de la Baikal, ca și alte armate ale cazacilor, a fost desființată de către guvernul sovietic. 